# Вышелесский Остров
Вышелесский Остров — волость на юго-западе старого Владимирского уезда (по доекатерининскому административно-территориальному делению, в 1719-1727 гг. уезд именовался Владимирский дистрикт Владимирской провинции).
Название «Вышелес» связано с наличием в этой местности «высокого», то что ныне называется, корабельного леса. Здесь его рубили и сплавляли по реке Цне до верфи в селе Дединове. На этой верфи ещё в 1669 г., при царе Алексее Михайловиче, возможно, как раз из местного леса, был построен первый русский военный корабль «Орел».
Вышелес впервые упоминается в 1453, Остров в 1499 г. В начале XVII века в ходе административных реформ мелкие волости старого Владимирского уезда были объединены в станы, другие просто стали именоваться станами, а волости сёл Вышелеса и Острова были слиты в одну с названием «Вышелесский Остров». Было в ходу и обратное название «Остров Вышелесский». Кроме того, в некоторых документах эта волость называлась ещё "Стан Ловчего Пути". Волостное правление объединённой волости располагалось в погосте Остров.
В писцовой Владимирской книге В. Кропоткина 1637—1648 гг. упомянута «Волость Вышелесский остров Владимирского уезда», но в конце XVII века Остров Вышелесский значится в списке станов Владимирского уезда:
«Владимирский уезд. Станы: 1. Богаевский, 2. Боголюбовский, 3. Волежский, 4. Заволежский, 5. Остров Вышелесский…»
Всего в уезде насчитывалось тогда 18 станов и 22 волости, перечисленных в списке подряд, как административные единицы одного порядка. Затем, в 1709 году это снова волость Вышелесский Остров. Таким образом, смысловая разница между волостями и станами в этот период стирается, но наша Волость определенно названа станом, в то время как многие другие оставались волостями.
Волость просуществовала до губернской реформы Екатерины II 1778 года, когда в управлении территориями образована была двухзвенная система: губернии-уезды. При этом особого административного смысла в XVIII веке в них уже не было и волости были тогда больше территориальными определениями.

## Погост Остров
В писцовых книгах XVII века Остров обозначен в качестве Погоста: «Троицкий погост волости Остров Вышелесский (церкви Троицкая и Зачатиевская)».
Погостом в средние века назывался центр административно-податного округа, в котором останавливались чиновники князя, приезжавшие для сбора податей с населения волости. Существовал любопытный обычный закон, что людям князя, становясь на ночлег в каком-то поселении, запрещалось обременять его жителей обедом (ужином) за их счёт, а если они останавливались где-то на ужин, то запрещалось им в той же деревне ночевать. Погостов эти ограничения не касались, так как часть взимаемых податей специально оставалась в них на эти цели. Обычные же деревни были обязаны княжеских людей пустить на ночлег (один раз) либо накормить. Но что-то одно из двух.
В Острове как и в большинстве погостов того времени были две церкви: одна приходская, а вторая при кладбище, специально, чтобы в ней отпевать покойников. Зачатьевская церковь была приходская, а Троицкая — кладбищенская. Такое разделение сохранялось до конца XIX века. До 1890-х годов обе церкви оставались деревянными.
В конце XIX века в Острове насчитывалось всего пять дворов - три двора церковного причта и два мещанских (Егорьевских мещан). Как населённый пункт Остров исчез в 30-х годах XX в. Ныне его территория относится к деревне Гора (Шатурский район) и там расположено кладбище.

## Расположение
Волость граничила с Мещёрской волостью Коломенского уезда, а также с Рязанским уездом (волость Купля). Крупнейшая река волости — Цна. Через волость проходил старинный Касимовский тракт: вблизи Жабков — Алешина Цну можно было переходить вброд.
Соседними волостями самого Владимирского уезда (старого) были: на севере — Шатурская волость, на востоке Муромское сельцо, впрочем, точные границы тех волостей не известны. Известно, что волость Колушка, расположенная к юго-востоку от Острова на каком-то этапе отпочковалась от него, а потом вошла в состав стана (волости) Муромского сельца.
Также, в силу известной картографической ошибки, волость Вышелесский Остров иногда указывают на берегу Клязьмы на Владимирском тракте, но это просто ошибка, когда одна цифра на одной карте поставлена в двух местах.

## Поселения
Список сёл и деревень волости (по алфавиту) по писцовым книгам Владимирского уезда князя В. П. Кропоткина (2-я четв. XVII в.):
- Алешино, сельцо
- Башкачева
- Борины
- Брыцына
- Власовская, Санинская тож
- Ворово (Варова)
- Вышелес, село
- Гора (Горы)
- Дубовская
- Емелина
- Заливетья, Макаровская тож, сельцо
- Злобино, сельцо
- Злобинская
- Исаиха
- Канаевская
- Колшина
- Комушиловская
- Костыль
- Крисы
- Макарова
- Монаково
- Морина
- Неверовское, сельцо.
- Остров Вышелесский, Погост
- Павлова
- Павлушева (Павлушевы)
- Панюшина
- Пожинская
- Рюмино
- Селивановская
- Село, а Кривякино тож, деревня
- Семеновская, а Михайловская тож
- Сосрехина
- Спирино (Спирина), б. сельцо, ныне деревня
- Филипповская
- Чертовская
- Шарапово (Шараповская)
- Шушерина (Шушеринская)
- Якушевская

В волости, кроме погоста Острова и Села Вышелес было четыре сельца, 33 деревни и ещё несколько десятков пустошей, починков и займищ.